# Bandida
Bandida è un singolo dei cantanti brasiliani Pabllo Vittar e Pocah, pubblicato il 27 novembre 2020 come quarto estratto dal terzo album in studio del primo 111.
Il brano vede la partecipazione di MC Mayara. Il ritornello della canzone utilizza un sample del brano "Ai como eu tô bandida", della cantante brasiliana MC Mayara. È stato composto da Rodrigo Gorky, Shande Barão, Arthur Marques, Pablo Bispo, Zebu, Maffalda, Wallace Vianna, André Vieira e Breder, prodotto da Brabo Team Music (BTM).